# Roger Lemerre
Pour les articles homonymes, voir Lemerre.
Roger Lemerre, né le 18 juin 1941 à Bricquebec (Manche), est un footballeur international et entraîneur français.
Il effectue une carrière de joueur de 1961 à 1975, passant par l'UA Sedan-Torcy (rebaptisé RC Paris-Sedan en 1966), le FC Nantes, l'AS Nancy-Lorraine puis le RC Lens. Il est sélectionné à six reprises en équipe de France A.
Entraîneur du Red Star, du RC Lens, du Paris FC, de Strasbourg, de l'Espérance de Tunis, il entre à la Direction technique nationale (DTN) comme responsable du Bataillon de Joinville et de l'équipe de France Militaire masculine en 1986. Il remporte le Festival international espoirs en 1987 puis la Coupe du monde de football militaire en 1995.
Il devient l'adjoint d'Aimé Jacquet auprès de l'équipe de France A en janvier 1998 et avec laquelle il est Champion du monde et devient sélectionneur au terme de la compétition. Il remporte le Championnat d'Europe de football 2000 et la Coupe des confédérations en 2001. Il quitte son poste après un Mondial 2002 où l'équipe de France est éliminée au premier tour.
Il enchaîne ensuite les expériences au Maghreb, en devenant notamment le sélectionneur de l'équipe de Tunisie qui remporte la Coupe d'Afrique des nations en 2004, devenant ainsi le seul sélectionneur à avoir gagné l'Euro puis la Can.

## Biographie

### Footballeur

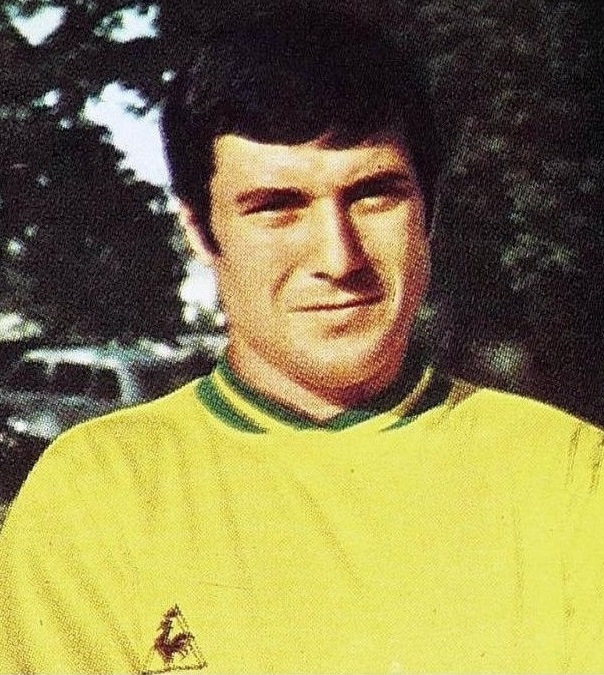
Roger Lemerre en 1970.

Roger Lemerre commence sa carrière sous les couleurs de l'UC Bricquebec en 1957. Il joue trois saisons, jusqu'en 1960. Il signe ensuite au FC Saint-Lô pour une saison.
Il joue en professionnel au poste de défenseur central à l'UA Sedan-Torcy (rebaptisé RC Paris-Sedan en 1966) de 1961 à 1969, au FC Nantes de 1969 à 1971, à l'AS Nancy-Lorraine de 1971 à 1973 puis au RC Lens de 1973 à 1975. pendant sa carrière de joueur, il compte six sélections en équipe de France A de 1968 à 1971.
Il reçoit trois fois l'« Étoile d'or » décernée par l'hebdomadaire France Football au meilleur footballeur professionnel français, en 1966, 1968 et 1969.
En 2022, le magazine So Foot le classe dans le top 1000 des meilleurs joueurs du championnat de France, à la 107e place.

### Entraîneur

#### Courtes expériences pour commencer (1975-1986)
En 1975, il devient entraîneur du Red Star de Saint-Ouen (1975-1978), puis revient au RC Lens pendant une saison, en passe deux au Paris FC. En 1983-1984, il est entraîneur au club de l’Espérance sportive de Tunis. À son retour en France, il entraîne à nouveau le Red Star.

#### Dix ans auprès de l'équipe de France militaire (1986-1997)
Pendant dix saisons, il entraîne l’équipe de France militaire qui sera championne du monde en 1995.
En mars 1997, l'entraîneur du RC Lens, Slavoljub Muslin est licencié faute de résultat. Le président des sang et or, Gervais Martel fait appel à Roger Lemerre qui quitte l'équipe de France militaire. Le RC Lens occupe alors la seizième place. Il parvient à redresser la situation et le RC Lens se classe treizième du Championnat de France 1996-1997.

#### Adjoint du sélectionneur de l'équipe de France
Adjoint d’Aimé Jacquet, il accompagne les « Bleus » dans leur victoire pendant la Coupe du monde 1998.

#### Sélectionneur de l'équipe de France
Il succède à Aimé Jacquet au poste de sélectionneur. Cette nomination plaît aux joueurs, notamment à Fabien Barthez qui dira être "heureux comme tout".

##### Champion d'Europe en 2000
Il amène l’équipe nationale à la victoire pendant l’Euro 2000.
Il s'appuie sur le groupe champion du monde en 1998, en remplaçant les retraités et en donnant une véritable structure offensive à l'équipe de France autour de Thierry Henry, Nicolas Anelka, David Trezeguet et Sylvain Wiltord.
En 2001, avec une équipe rajeunie, il gagne la Coupe des confédérations. Il rate toutefois l'occasion de concerner une partie de son jeune groupe en vue de la Coupe du monde future en s'appuyant majoritairement de nouveau sur des champions du monde dont la plupart, comme Youri Djorkaeff ou Alain Boghossian, sont en bout de course.

##### Échec au Mondial 2002 avec les Bleus
La sélection vieillissante est éliminée au premier tour de la Coupe du monde 2002 en Corée du Sud. À la suite de cet échec, il est remercié par la fédération française.

#### Six ans avec la sélection tunisienne (2002-2008)
Lemerre ne reste pas longtemps sans équipe nationale puisque la fédération tunisienne (FTF) le choisit pour être le sélectionneur de l’équipe nationale. Fuyant les journalistes français (il s’est marié en octobre 2003 sans que la presse le sache), il mène la Tunisie à la victoire pendant la Coupe d'Afrique des nations en 2004 et à la qualification pour la Coupe du monde 2006. Il est en contrat avec la fédération tunisienne jusqu’en 2006. Juste avant la coupe du monde la fédération tunisienne renouvelle le contrat de Lemerre jusqu'en 2008 avec une option de deux ans supplémentaires ce qui engendre des critiques de la presse envers lui et la fédération tunisienne rappelant ainsi la dernière coupe du monde lorsque la fédération française avait renouvelé son contrat juste avant la coupe du monde 2002. Après son deuxième échec à la coupe du monde avec la sélection tunisienne des voix s'élèvent demandant sa démission.
Le 14 février 2008, pendant une conférence de presse, Jalel Tekaya, membre du bureau fédéral de la FTF affirme que le contrat de Roger Lemerre qui s'achève le 30 juin 2008 ne sera pas prolongé, ce qui signe la fin de l'ère Lemerre à la tête des commandes tactiques de la sélection tunisienne. Roger Lemerre aura passé six années d'affilée dans ce poste. Il s'agit du mandat le plus long depuis 1957.

#### Expériences au Maroc, Turquie et en Tunisie (2008-2014)
Le 13 mai 2008, Roger Lemerre est nommé sélectionneur de l’équipe du Maroc de football. Il prend ses fonctions le 1er juillet 2008 avec pour principal objectif la qualification du Maroc pour la Coupe du monde de football 2010 et la Coupe d'Afrique des nations de football 2010.
Il dirige son premier match le 20 août 2008 avec une victoire contre le Bénin lors d'un match amical.
Il perd son premier match des éliminatoires de la coupe du monde de football 2010 contre le Gabon (un match joué à Casablanca au Maroc) avec le score de 2-1. Suivent deux matches nuls et vierges au Cameroun puis à domicile face au Togo dans ce même groupe des éliminatoires combinées Coupe du monde - CAN. Le 7 juillet 2009, soit après un an presque jour pour jour depuis l'entame de sa mission, il est démis de ses fonctions de sélectionneur du Maroc pour insuffisance de résultats.
Après ces résultats en tant que sélectionneur, Roger Lemerre reprend les rênes d'un club en étant débauché par l'ambitieux club turc d'Ankaragücü. Arrivé en décembre 2009 et malgré un recrutement intéressant à l'inter-saison (Darius Vassell, Jérôme Rothen...), le club finit à la onzième place. Le contrat de Roger Lemerre n'est pas renouvelé et il quitte le club. Il est remplacé par son adjoint l'ancien international Ümit Özat.
À la saison suivante (2013-2014), il entraîne l'Étoile Sportive du Sahel à Sousse (Tunisie) avec laquelle il gagne la coupe de Tunisie et y laisse une empreinte indélébile.

#### Retour éphémère (2016)
Il est nommé entraineur de Sedan le 6 janvier 2016. Il assiste le 8 janvier au match Chateauroux-Sedan (2-2) des tribunes. Lors de son premier match face à Luçon, Sedan s'impose 2-0.
Le 15 septembre 2016, il retourne au CS Constantine pour en être l'entraîneur mais le 2 octobre 2016 renonce à entraîner le club,.

#### Retour à l'Étoile Sportive du Sahel
Le 17 décembre 2018, il signe un contrat d’un an et demi renouvelable avec le club tunisien. Après une victoire en Coupe arabe des clubs champions et une finale de Coupe de Tunisie, il quitte le club en 2019 pour finalement revenir en novembre 2021 alors que le club tunisien est en difficulté en début de saison avec une seule victoire en quatre matchs.
À la suite d'un accord avec le comité directeur du club et sous la pression des supporters qui demandent son départ, il quitte le club en mars 2022.

## Statistiques

### Joueur
| Saison      | Club              | Division | Championnat        | Coupe d'Europe   | Équipe de France |
| ----------- | ----------------- | -------- | ------------------ | ---------------- | ---------------- |
| 1961 - 1962 | CS Sedan-Ardennes | 1        | 15 matchs / 4 buts | -                | -                |
| 1962 - 1963 | CS Sedan-Ardennes | 1        | 6 matchs / 1 but   | -                | -                |
| 1963 - 1964 | CS Sedan-Ardennes | 1        | 16 matchs / 7 buts | -                | -                |
| 1964 - 1965 | CS Sedan-Ardennes | 1        | 31 matchs / 4 buts | -                | -                |
| 1965 - 1966 | CS Sedan-Ardennes | 1        | 38 matchs / 3 buts | -                | -                |
| 1966 - 1967 | CS Sedan-Ardennes | 1        | 35 matchs / 3 buts | -                | -                |
| 1967 - 1968 | CS Sedan-Ardennes | 1        | 38 matchs / 5 buts | -                | -                |
| 1968 - 1969 | CS Sedan-Ardennes | 1        | 34 matchs / 2 buts | -                | 4 matchs / 0 but |
| 1969 - 1970 | FC Nantes         | 1        | 32 matchs / 1 but  | -                | -                |
| 1970 - 1971 | FC Nantes         | 1        | 37 matchs / 0 but  | 4 matchs / 0 but | 2 matchs / 0 but |
| 1971 - 1972 | AS Nancy-Lorraine | 1        | 37 matchs / 1 but  | -                | -                |
| 1972 - 1973 | AS Nancy-Lorraine | 1        | 38 matchs / 0 but  | -                | -                |
| 1973 - 1974 | RC Lens           | 1        | 38 matchs / 0 but  | -                | -                |
| 1974 - 1975 | RC Lens           | 1        | 19 matchs / 0 but  | -                | -                |

### Entraîneur
| Équipe             | Du   | Au   | Statistiques | Statistiques | Statistiques | Statistiques | Statistiques   |
| Équipe             | Du   | Au   | M            | V            | N            | D            | % de victoires |
| Red Star FC        | 1975 | 1978 | 114          | 55           | 28           | 31           | 48,2 %         |
| RC Lens            | 1978 | 1979 | 43           | 25           | 12           | 6            | 58,1 %         |
| Paris FC           | 1979 | 1981 | 92           | 32           | 30           | 30           | 34,8 %         |
| RC Strasbourg      | 1981 | 1983 | 62           | 19           | 19           | 24           | 30,6 %         |
| Espérance de Tunis | 1983 | 1984 | -            | -            | -            | -            | -              |
| AS Red Star 93     | 1985 | 1986 | 38           | 10           | 10           | 14           | 26,3 %         |
| France militaire   | 1986 | 1996 | -            | -            | -            | -            | -              |
| RC Lens            | 1997 | 1997 | 9            | 4            | 3            | 2            | 44,4 %         |
| Équipe de France   | 1998 | 2002 | 53           | 34           | 11           | 8            | 64,2 %         |
| Équipe de Tunisie  | 2002 | 2008 | 72           | 36           | 20           | 16           | 50,0 %         |
| Équipe du Maroc    | 2008 | 2009 | 9            | 4            | 4            | 1            | 44,4 %         |
| MKE Ankaragücü     | 2009 | 2010 | 21           | 7            | 10           | 4            | 33,3 %         |
| CS Constantine     | 2012 | 2013 | 34           | 16           | 13           | 5            | 47,1 %         |
| Étoile du Sahel    | 2013 | 2014 | 36           | 21           | 11           | 4            | 58,3 %         |
| CS Sedan Ardennes  | 2016 | 2016 | 17           | 6            | 5            | 6            | 35,3 %         |
| Étoile du Sahel    | 2018 | 2019 | 34           | 23           | 6            | 5            | 67,6 %         |
| Étoile du Sahel    | 2021 | 2022 | 8            | 1            | 7            | 0            | 12,5 %         |

## Palmarès

### En tant que joueur
- avec le CS Sedan Ardennes
  - Finaliste de la Coupe de France en 1965
  - Finaliste de la Coupe Charles Drago en 1963
- avec le FC Nantes
  - Finaliste de la Coupe de France en 1970

### En tant qu'entraîneur
- avec l'Étoile sportive du Sahel
  - Vainqueur de la Coupe arabe des clubs champions en 2019
  - Vainqueur de la Coupe de la Tunisie en 2014
  - Finaliste de la Coupe de la Tunisie en 2019
  - Vice-champion de Tunisie en 2019
- avec l'Équipe de France
  - Vainqueur du Festival international espoirs en 1987
  - Vainqueur de la Coupe du monde militaire en 1995
  - Vainqueur de la Coupe du monde en 1998 (adjoint)
  - Vainqueur du Tournoi Hassan II en 1998 (adjoint) et 2000
  - Vainqueur du Championnat d’Europe en 2000
  - Vainqueur de la Coupe des confédérations en 2001
- avec l'Équipe de Tunisie
  - Vainqueur du Tournoi des quatre nations en 2003
  - Vainqueur de la Coupe d'Afrique des nations en 2004
  - Finaliste de la Coupe LG en 2006
  - Médaille de bronze aux Jeux africains de 2007

### Distinctions

#### Individuelles
- Étoile d’or France Football en 1966, 1968 et 1969
- Sélectionneur IFFHS de l'année en 2000
- Oscar d'honneur UNFP en 2001
- Élu 49e des 50 meilleurs entraîneurs au cours des 30 dernières années par le site Maxifoot en 2020[12].

#### Collectives
- Équipe européenne de l'année France Football avec l'équipe de France en 1998 et en 2000
- Oscar d'honneur UNFP avec l'équipe de France de 1998 en 1999
- Équipe de l'année World Soccer Awards avec l'équipe de France en 2000
- Trophée d'honneur UNFP avec l'équipe de France de 1998 en 2008
- Trophée d'honneur UNFP avec l'équipe de France de 2000 en 2016
- Équipe africaine de l'année France Football avec l'Équipe de Tunisie en 2004
- Équipe nationale africaine de l'année en 2004 et 2005 avec l'Équipe de Tunisie

#### Décorations
- Chevalier de la Légion d'honneur (France, 2001)[13]
- Chevalier de l'ordre national du Mérite (France, 1998)[14]
- Grand-officier de l'ordre national du Mérite (Tunisie, 2004)[15]

### Record

#### En sélection
- Sélectionneur français le plus titré (7 titres)
- Remporte avec l'équipe de France, 5 matchs de l'Euro 2000 (record de la compétition)
- Meilleur attaque de l'Euro 2000 (13 buts)
- Vainqueur de deux compétitions continentales différentes (Euro et Can)

## Dans la culture populaire
Roger Lemerre a eu sa marionnette aux Guignols de l'info lorsqu'il était le sélectionneur de l'équipe de France de football.
Il y était dépeint comme un successeur ayant du mal à sortir de l'ombre d'Aimé Jacquet, qui devait constamment rappeler qui il était aux journalistes (« - Et vous êtes... ? - Roger Lemerre, entraîneur de l'équipe de France ! »).